# Nyabugombe
Nyabugombe är ett periodiskt vattendrag i Burundi.   Det ligger i provinsen Mwaro, i den centrala delen av landet, 30 km öster om huvudstaden Bujumbura.
Omgivningarna runt Nyabugombe är en mosaik av jordbruksmark och naturlig växtlighet. Runt Nyabugombe är det ganska tätbefolkat, med 155 invånare per kvadratkilometer.